# Dravite
La dravite è un minerale appartenente al supergruppo della tormalina.

## Abito cristallino
Sistema cristallino esagonale. I cristalli hanno una forma prismatica con un prisma triangolare predominate e un prisma esagonale subordinato. I cristalli hanno un colore bruno e una lucentezza vitrea.

## Origine e giacitura
La sua genesi è legata a metamorfismo da contatto in rocce incassanti, a pegmatiti granitiche e come minerale accessorio in magmatica e metamorfica. Spesso questa tormalina bruna contenente magnesio può essere ritrovata nel Marmo. Giacimenti d'interesse di tormaline brune sono localizzati a New York.